# Arrondissement d'Avesnes-sur-Helpe
L'arrondissement d'Avesnes-sur-Helpe, appelé communément « Avesnois », est une division administrative française située dans le département du Nord, en région Hauts-de-France. L'Avesnois est le seul arrondissement départemental dont les limites se confondent avec celles d'un pays traditionnel et d'un pays constitué en EPCI (dont le nom officiel est « pays de Sambre-Avesnois »).
Les villes les plus peuplées de l'arrondissement sont Maubeuge, Hautmont et Fourmies, bien que son siège soit la ville d'Avesnes-sur-Helpe et ses 4 088 habitants.

## Géographie

### Localisation
L'Avesnois se situe dans le sud-est du département du Nord (et donc de l'ancienne région Nord-Pas-de-Calais), limitrophe de la Belgique au nord et à l'est et de l'Aisne au sud, à proximité des Ardennes. Par la route, l'Avesnois se trouve à 1 h à 1 h 30 de Lille et 2 h 30 à 3 h de Paris.

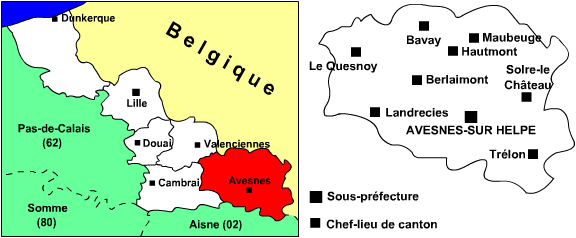

### Paysage

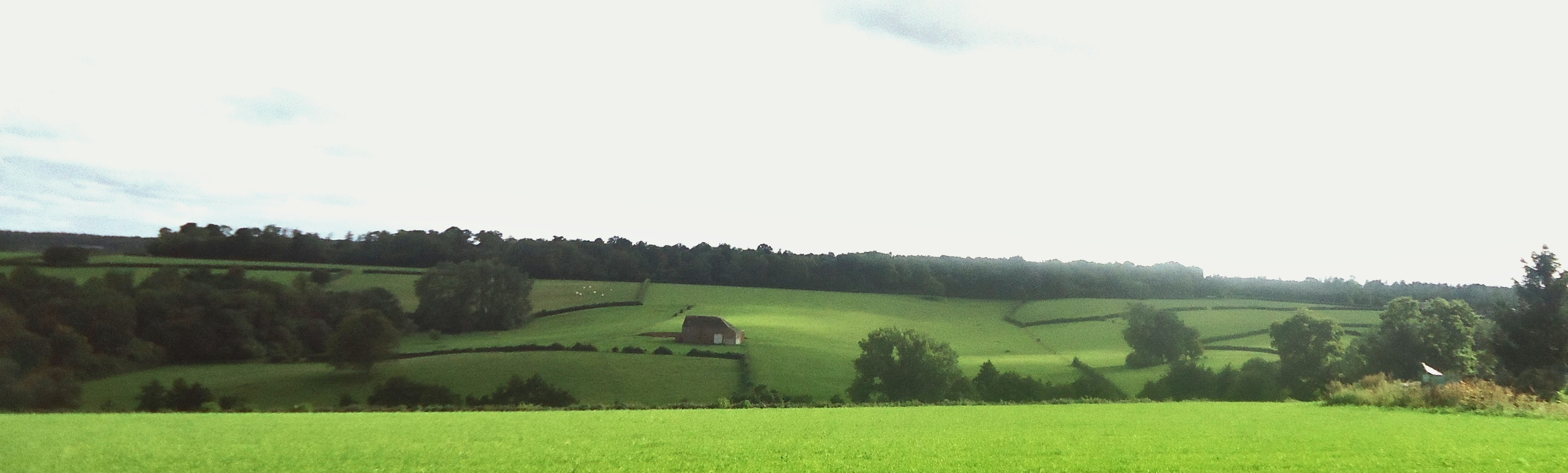
Bocage avesnois.

Les paysages de l'Avesnois sont verdoyants, et constituent une exception par rapport au reste du département : prairies, bocage, forêts de feuillus, relique de la forêt linéaire de la Haie d'Avesnes, vergers, rivières sinueuses, moulins et villages pittoresques où les kiosques de spectacle et les oratoires en pierre bleue sont encore nombreux. Les paysages de bocages sont pour partie des reliques de l'antique forêt charbonnière ou préhistorique, fortement réaménagés par l'Homme, mais encore très enherbés en raison d'un sous-sol peu propice à l'agriculture intensive. Ils confèrent à l'Avesnois son unité et un attrait touristique particulier, si bien qu'aujourd'hui les habitants et les instances touristiques officielles de l'Avesnois ne revendiquent ni n'utilisent plus l'appellation « Hainaut », ancien comté dont l'Avesnois pourtant faisait autrefois partie.

### Le patrimoine bâti comme vecteur d'identité

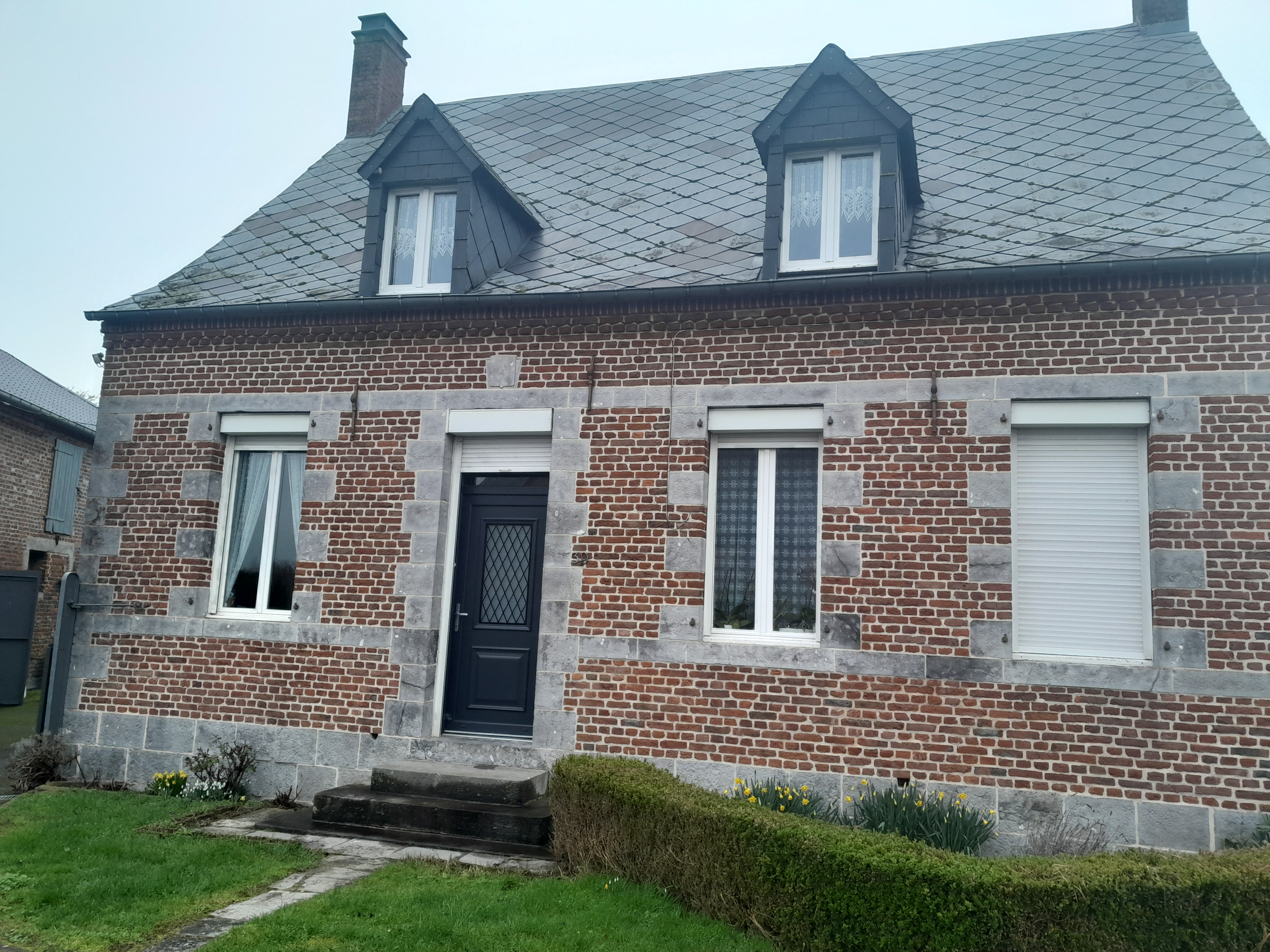

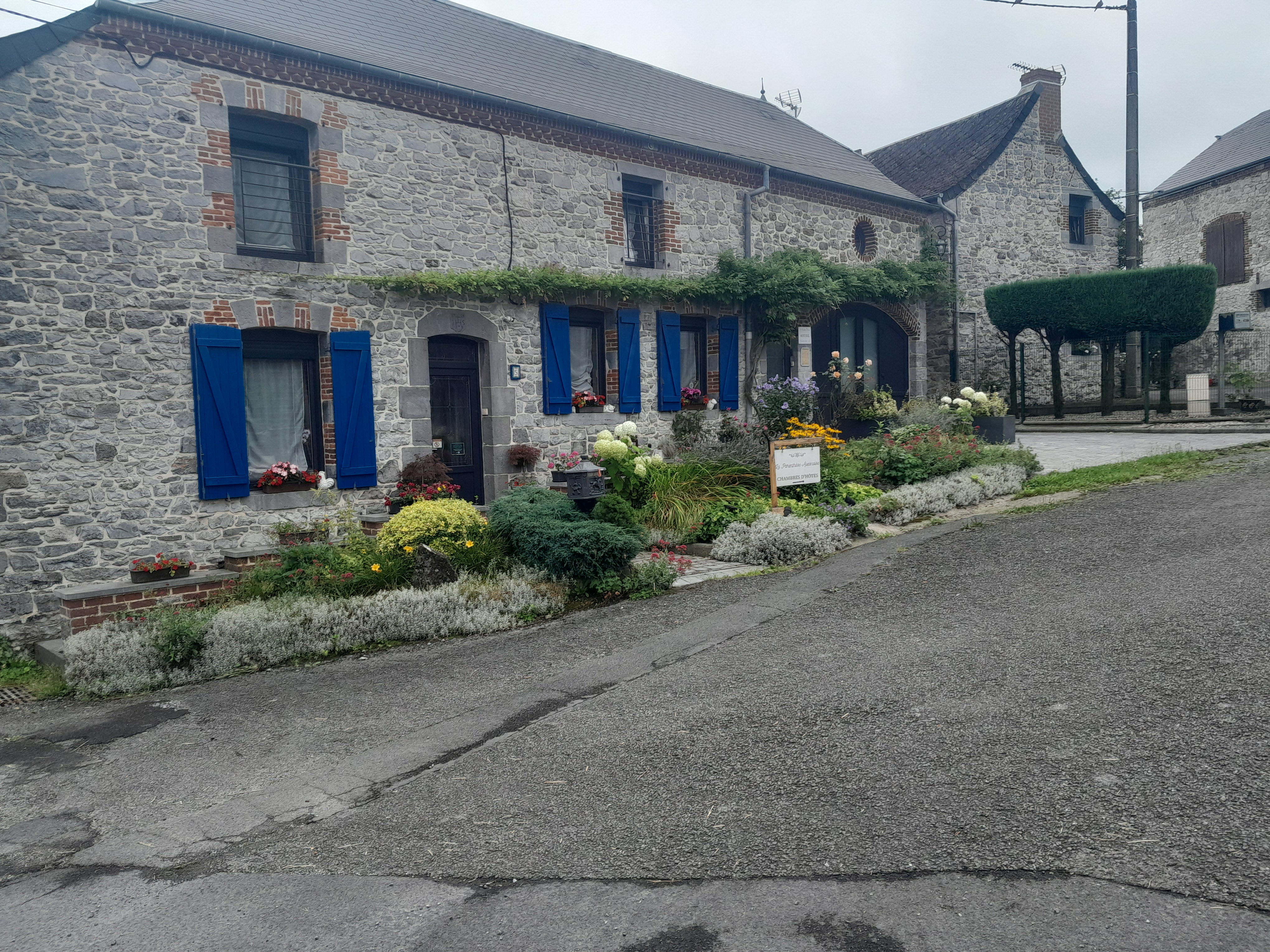
Maison de 1728 en pierres bleues à Limont-Fontaine.

Le territoire de l'Avesnois se distingue du reste du département de Nord par des constructions anciennes rythmées par la pierre bleue et la brique. Généralement bâties entre le milieu du XVIIe et le XIXe siècle, ces habitations suivent l'ordonnance du style tournaisien.Parfois, des habitations sont toutes en pierre lorsqu'elles sont édifiées à proximité des carrières de pierres bleues, comme à Marbaix. Le voyageur qui parcours l'Avesnois fait la rencontre avec un patrimoine bâti singulier, proche de celui du Hainaut belge, mais tout à l'opposé du style flamand ou des constructions cambrésiennes.  Cette spécificité architecturale repose sur un cadre juridique strict, mis en place lors de l'intégration progressive du territoire au Royaume de France. Les autorités françaises ont alors imposé des règles de construction visant à renforcer la solidité des édifices : l'utilisation de la pierre bleue pour les soubassements et l'alternance entre brique et pierre sur le reste de la façade garantissaient la robustesse des bâtiments.

### Relief
L'ensemble de l'arrondissement se situe à une altitude supérieure au reste de la région (environ 150 m à 200 m d'altitude). Le point culminant de l'arrondissement, qui est également celui du département, se situe à l'extrémité sud-est de celui-ci, sur le territoire de la commune d'Anor, près de la frontière belge, au Bois Saint-Hubert qui culmine à 271 m (la borne géodésique sur place en témoigne). À quelques kilomètres de là se situent les Monts de Baives, d'une altitude proche de 239 m, formé sur un ancien massif corallien âgé de plus de 370 millions d'années. Ce site est constitué des dernières pelouses calcicoles du département du Nord.

### Climat

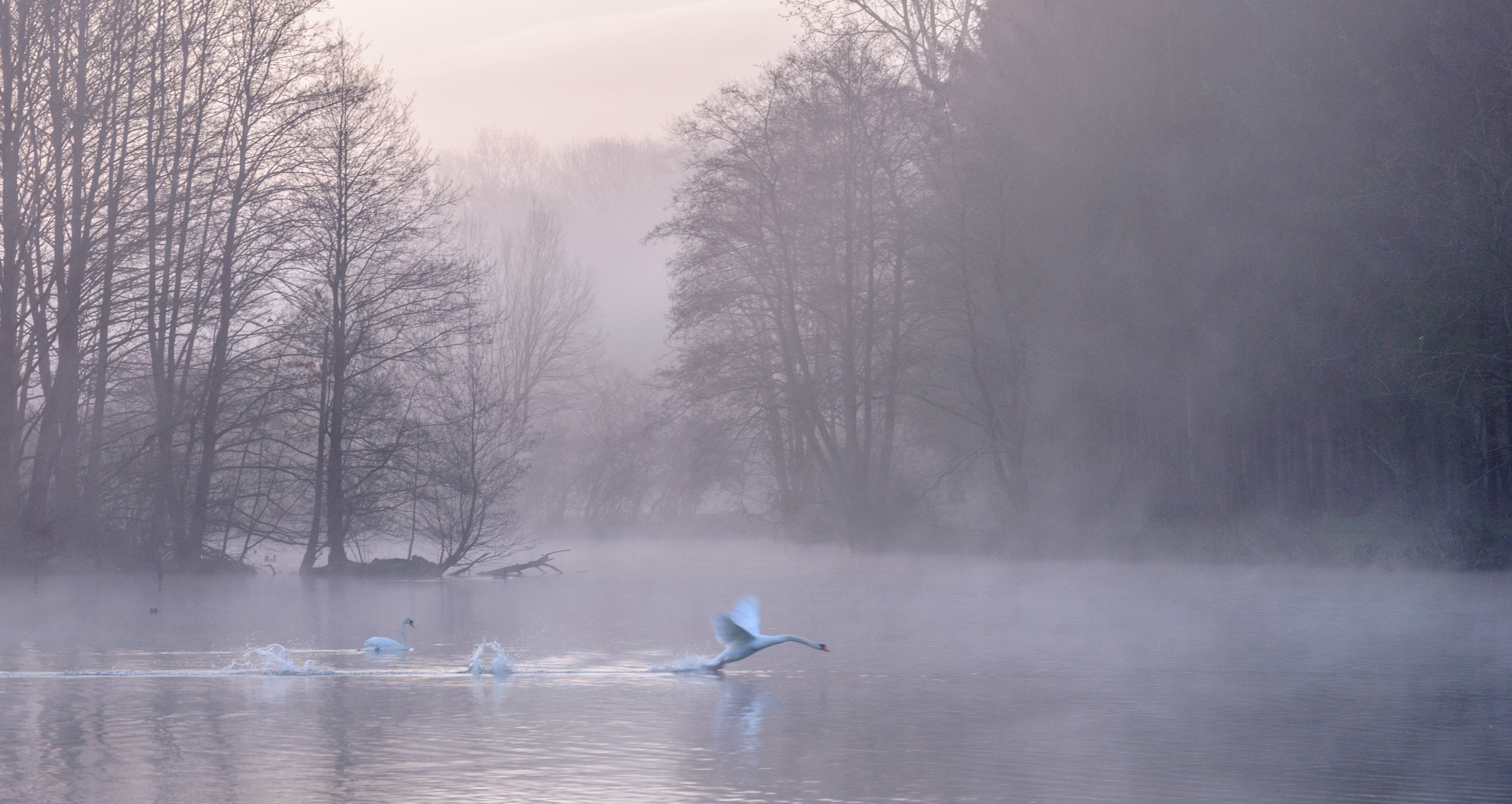
Matin brumeux sur l’étang de la Forge (Glageon).

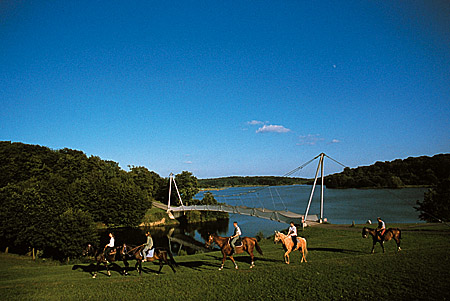
Base de loisirs du Val-Joly.

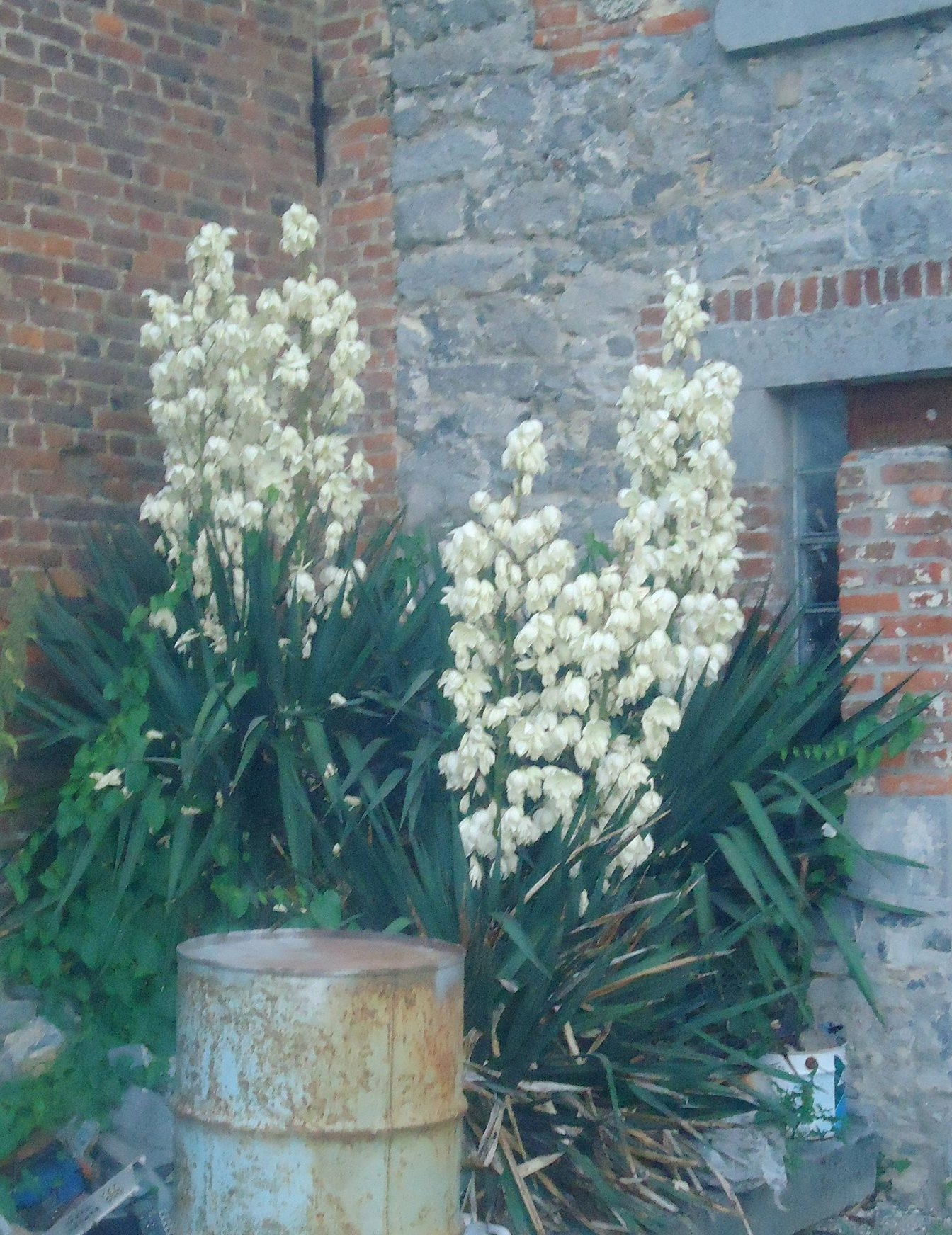
Yucca redevenu sauvage.

Situé à près de 200 km de la mer, l’Avesnois bénéficie d’un climat continental dégradé adouci par l’influence du Gulf Stream[réf. souhaitée]. Avec son exposition au pied des Ardennes, fermée du côté nord par les collines du Beaumontois (Belgique), la région se trouve protégée des vents dominants du nord et de l’est (70 % des vents sont en provenance du secteur sud-ouest).
Comparativement au reste de la région Nord-Pas-de Calais, les saisons y sont bien plus marquées et les amplitudes thermiques journalières et annuelles plus importantes. Avec une moyenne maximale des températures estivales légèrement supérieures à 23 °C, l’Avesnois est l’endroit le plus chaud de la région Nord-Pas-de-Calais en été. Le côté continental du climat se fait ressentir également durant les hivers lors desquels les températures sont bien plus basses que dans le reste de la région (avec des moyennes minimales situées plus de 2 °C en dessous de celles de Lille-Lesquin et 5 °C en dessous de Dunkerque ou Boulogne-sur-Mer). Les précipitations sous forme de neige et de grêle sont également plus fréquentes. Malgré l’apparente rudesse hivernale, l’endroit est réputé pour ses pâturages verdoyants même en plein hiver[réf. souhaitée]. Les journées de gel sont rares, ce qui permet dans de bonnes expositions la prolifération de certaines  plantes subtropicales telles les Yucca gloriosa  originaire du Mexique et visible sur la photographie ci-contre pise sur la commune de Colleret.
Les précipitations annuelles sont de l'ordre de 650 mm, soit moins qu'à Lille (740 mm). Elles sont en grande partie délivrées sous forme de pluies d’orage en été, et sous forme de neige ou pluie en hiver, faisant du printemps et de l’automne les saisons les plus sèches de l’année. À ce titre, des sécheresses printanières sont courantes et ne sont pas sans préjudice pour la végétation.

## Tourisme

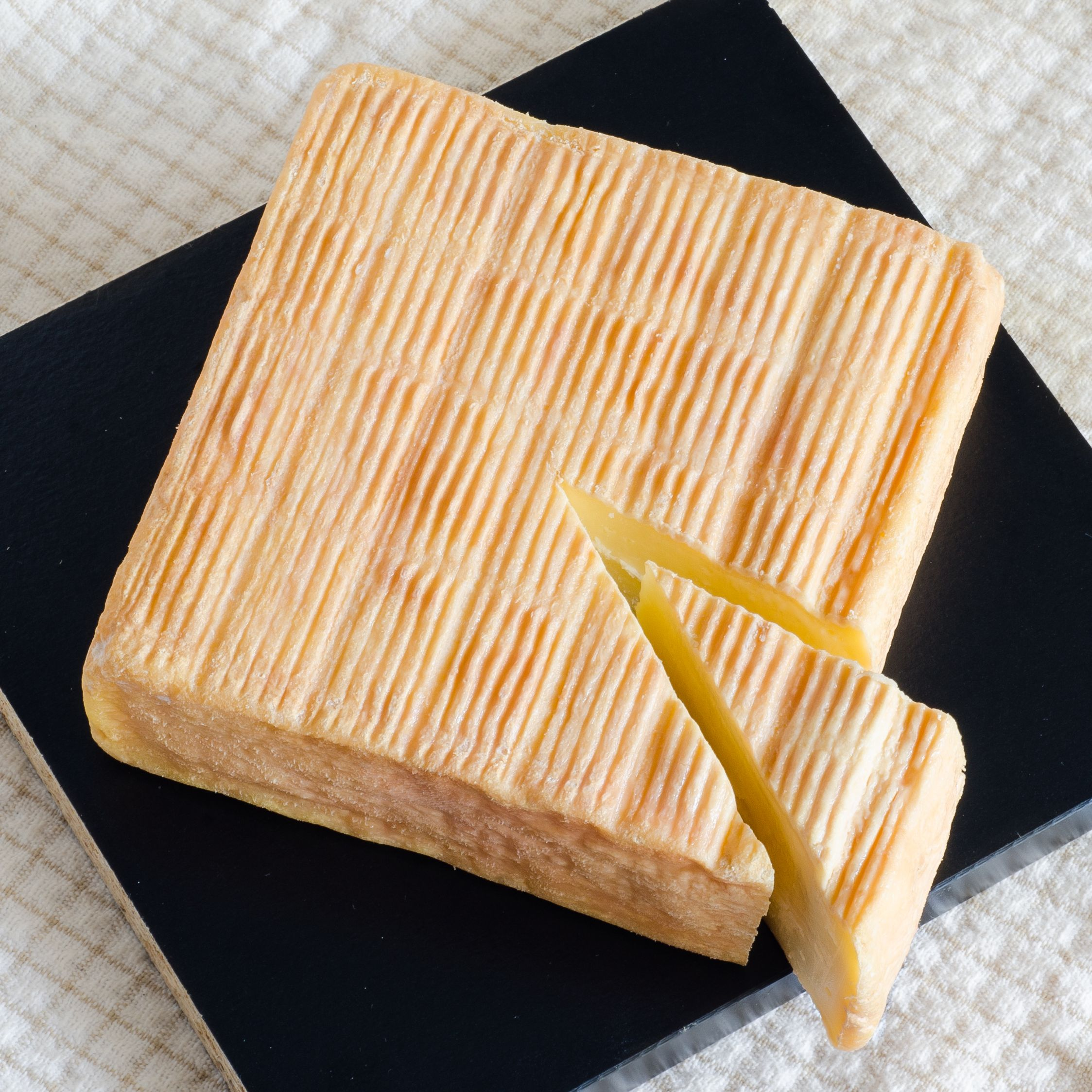
Maroilles.

L'Avesnois, version verte et bocagère, région d'industrie ancienne et agricole, est connue pour être le pays du maroilles, fromage emblématique du territoire. Elle a développé depuis plusieurs années un tourisme de proximité : présence de gîtes, randonnées, base de loisirs du Val-Joly dans le canton de Fourmies-Trélon. Il est également possible de visiter les fermes locales et les fruitières (où se pratique de la vente directe) où on fabrique le désormais célèbre fromage local portant le nom de maroilles, ainsi que découvrir la gastronomie locale utilisant ce fromage dans de nombreuses recettes telles que la flamiche au maroilles, les moules au maroilles , la glace au maroilles ou encore l’entrecôte sauce maroilles.
De même visiter des musées retraçant l'histoire de la région, sa culture, ses habitants, ses traditions et les savoir-faire artisanaux, industriels et agricoles comme le musée du textile et de la vie sociale à Fourmies (qui est une ancienne usine textile), le MusVerre de Sars-Poterie, l'atelier musée du verre à Trélon, le musée des évolutions de Bousies.Traditions et savoir-faire artisanaux qui se retrouvent aussi parmi les nombreuses fêtes locales et communales que comportent le territoire et qui font partie de son identité tout comme ses kiosques, lavoirs, oratoires, moulins à eau, etc.
Un héritage historique artisanal et industriel qui côtoie un héritage historique plus ancien antique, médiéval ou datant de l'époque moderne. En effet sont présents sur le territoire des sites antiques gallo-romains comme le Forum antique de Bavay, des remparts et fortifications édifiés par Vauban, comme à Le Quesnoy, Avesnes ou Maubeuge.
Fin juillet et début août à Aulnoye-Aymeries, se déroule le festival des Nuits secrètes.

## Histoire
IXe siècle – 1795
Depuis sa création avec les autres arrondissements du département du Nord en 1800, cet arrondissement n'a jamais remis en cause le choix d'Avesnes-sur-Helpe
comme sous-préfecture, bien que la ville de Maubeuge ait acquis depuis longtemps un poids économique et démographique plus important.
1793 : création du district d'Avesnes comportant 9 cantons : Avesnes-sur-Helpe, Barbençon, Dourlers, Étrœungt, Maroilles, Maubeuge, Prisches, Solre-le-Château et Trélon et du district du Quesnoy comportant 6 cantons : Bavai, Berlaimont, Feignies, Landrecies, Le Quesnoy, Solesmes.
1801 : fusion entre le district d'Avesnes-sur-Helpe et du Quesnoy. L'arrondissement comporte 10 cantons : Avesnes-sur-Helpe-Nord, Avesnes-sur-Helpe-Sud, Bavay, Berlaimont, Landrecies, Le Quesnoy-Est, Le Quesnoy-Ouest, Maubeuge, Solre-Libre, Trélon.
1910 : scission du canton de Maubeuge en Maubeuge-Nord et Maubeuge-Sud.
1958 : création du canton d'Hautmont.
En 1998 a été créé le parc naturel régional de l'Avesnois, regroupant tout l'arrondissement à l'exception du canton de Maubeuge-Nord (excepté Gognies-Chaussée) et des communes de Boussois, Cerfontaine, Louvroil, Recquignies et Rousies.

## Composition

### Composition de l'arrondissement depuis2015
- Canton d'Aulnoye-Aymeries, qui regroupe 39 communes :
  - Amfroipret, Audignies, Aulnoye-Aymeries, Bachant, Bavay, Bellignies, Berlaimont, Bermeries, Bettrechies, Boussières-sur-Sambre, Bry, Écuélin, Eth, Feignies, La Flamengrie, Frasnoy, Gommegnies, Gussignies, Hargnies, Hon-Hergies, Houdain-lez-Bavay, Jenlain, Leval, La Longueville, Mecquignies, Monceau-Saint-Waast, Neuf-Mesnil, Noyelles-sur-Sambre, Obies, Pont-sur-Sambre, Preux-au-Sart, Saint-Remy-Chaussée, Saint-Waast, Sassegnies, Taisnières-sur-Hon, Vieux-Mesnil, Villereau, Wargnies-le-Grand, Wargnies-le-Petit
- Canton d'Avesnes-sur-Helpe, qui regroupe 52 communes :
  - Avesnes-sur-Helpe, Beaudignies, Beaufort, Beaurepaire-sur-Sambre, Boulogne-sur-Helpe, Bousies, Cartignies, Croix-Caluyau, Dompierre-sur-Helpe, Dourlers, Éclaibes, Englefontaine, Étrœungt, Le Favril, Floursies, Floyon, Fontaine-au-Bois, Forest-en-Cambrésis, Ghissignies, Grand-Fayt, Haut-Lieu, Hautmont, Hecq, Jolimetz, Landrecies, Larouillies, Limont-Fontaine, Locquignol, Louvignies-Quesnoy, Marbaix, Maresches, Maroilles, Neuville-en-Avesnois, Orsinval, Petit-Fayt, Poix-du-Nord, Potelle, Preux-au-Bois, Prisches, Le Quesnoy, Raucourt-au-Bois, Robersart, Ruesnes, Saint-Aubin, Saint-Hilaire-sur-Helpe, Saint-Remy-du-Nord, Salesches, Semousies, Sepmeries, Taisnières-en-Thiérache, Vendegies-au-Bois, Villers-Pol
- Canton de Fourmies, qui regroupe 46 communes :
  - Aibes, Anor, Avesnelles, Baives, Bas-Lieu, Beaurieux, Bérelles, Beugnies, Bousignies-sur-Roc, Cerfontaine, Choisies, Clairfayts, Colleret, Cousolre, Damousies, Dimechaux, Dimont, Eccles, Eppe-Sauvage, Felleries, Féron, Ferrière-la-Petite, Flaumont-Waudrechies, Fourmies, Glageon, Hestrud, Lez-Fontaine, Liessies, Moustier-en-Fagne, Obrechies, Ohain, Quiévelon, Rainsars, Ramousies, Recquignies, Rousies, Sains-du-Nord, Sars-Poteries, Sémeries, Solre-le-Château, Solrinnes, Trélon, Wallers-en-Fagne, Wattignies-la-Victoire, Wignehies, Willies
- Canton de Maubeuge, qui regroupe 14 communes :
  - Assevent, Bersillies, Bettignies, Boussois, Élesmes, Ferrière-la-Grande, Gognies-Chaussée, Jeumont, Louvroil, Mairieux, Marpent, Maubeuge, Vieux-Reng, Villers-Sire-Nicole

### Composition de l'arrondissement avantle redécoupage cantonal de 2014
- Canton d'Avesnes-sur-Helpe-Nord, qui regroupe 14 communes :
  - Avesnes-sur-Helpe, Bas-Lieu, Beugnies, Dompierre-sur-Helpe, Dourlers, Felleries, Flaumont-Waudrechies, Floursies, Ramousies, Saint-Aubin, Saint-Hilaire-sur-Helpe, Sémeries, Semousies et Taisnières-en-Thiérache
- Canton d'Avesnes-sur-Helpe-Sud, qui regroupe 14 communes :
  - Avesnelles, Avesnes-sur-Helpe, Beaurepaire-sur-Sambre, Boulogne-sur-Helpe, Cartignies, Étrœungt, Floyon, Grand-Fayt, Haut-Lieu, Larouillies, Marbaix, Petit-Fayt, Rainsars et Sains-du-Nord
- Canton de Bavay, qui regroupe 16 communes :
  - Amfroipret, Audignies, Bavay, Bellignies, Bermeries, Bettrechies, Feignies, Gussignies, Hon-Hergies, Houdain-lez-Bavay, La Flamengrie, La Longueville, Mecquignies, Obies, Saint-Waast et Taisnières-sur-Hon
- Canton de Berlaimont, qui regroupe 12 communes :
  - Aulnoye-Aymeries, Bachant, Berlaimont, Écuélin, Hargnies, Leval, Monceau-Saint-Waast, Noyelles-sur-Sambre, Pont-sur-Sambre, Saint-Remy-Chaussée, Sassegnies et Vieux-Mesnil
- Canton d'Hautmont, qui regroupe 7 communes :
  - Beaufort, Boussières-sur-Sambre, Éclaibes, Hautmont, Limont-Fontaine, Neuf-Mesnil et Saint-Remy-du-Nord
- Canton de Landrecies, qui regroupe 10 communes :
  - Bousies, Croix-Caluyau, Fontaine-au-Bois, Forest-en-Cambrésis, Landrecies, Le Favril, Maroilles, Preux-au-Bois, Prisches et Robersart
- Canton de Maubeuge-Nord, qui regroupe 11 communes :
  - Assevent, Bersillies, Bettignies, Élesmes, Gognies-Chaussée, Jeumont, Mairieux, Marpent, Maubeuge, Vieux-Reng et Villers-Sire-Nicole
- Canton de Maubeuge-Sud, qui regroupe 13 communes :
  - Boussois, Cerfontaine, Colleret, Damousies, Ferrière-la-Grande, Ferrière-la-Petite, Louvroil, Maubeuge, Obrechies, Quiévelon, Recquignies, Rousies et Wattignies-la-Victoire
- Canton du Quesnoy-Est, qui regroupe 15 communes :
  - Beaudignies, Englefontaine, Ghissignies, Hecq, Jolimetz, Le Quesnoy, Locquignol, Louvignies-Quesnoy, Neuville-en-Avesnois, Poix-du-Nord, Potelle, Raucourt-au-Bois, Ruesnes, Salesches et Vendegies-au-Bois
- Canton du Quesnoy-Ouest, qui regroupe 14 communes :
  - Bry, Eth, Frasnoy, Gommegnies, Jenlain, Le Quesnoy, Maresches, Orsinval, Preux-au-Sart, Sepmeries, Villereau, Villers-Pol, Wargnies-le-Grand et Wargnies-le-Petit
- Canton de Solre-le-Château, qui regroupe 16 communes :
  - Aibes, Beaurieux, Bérelles, Bousignies-sur-Roc, Choisies, Clairfayts, Cousolre, Dimechaux, Dimont, Eccles, Hestrud, Lez-Fontaine, Liessies, Sars-Poteries, Solre-le-Château et Solrinnes
- Canton de Trélon, qui regroupe 12 communes :
  - Anor, Baives, Eppe-Sauvage, Féron, Fourmies, Glageon, Moustier-en-Fagne, Ohain, Trélon, Wallers-en-Fagne, Wignehies et Willies

### Découpage communal depuis 2015
Depuis 2015, le nombre de communes des arrondissements varie chaque année soit du fait du redécoupage cantonal de 2014 qui a conduit à l'ajustement de périmètres de certains arrondissements, soit à la suite de la création de communes nouvelles. Le nombre de communes de l'arrondissement d'Avesnes-sur-Helpe reste quant à lui inchangé depuis 2015 et égal à 151.
Au 1er janvier 2024, l'arrondissement groupe les 151 communes suivantes :
1. Aibes
2. Amfroipret
3. Anor
4. Assevent
5. Audignies
6. Aulnoye-Aymeries
7. Avesnelles
8. Avesnes-sur-Helpe
9. Bachant
10. Baives
11. Bas-Lieu
12. Bavay
13. Beaudignies
14. Beaufort
15. Beaurepaire-sur-Sambre
16. Beaurieux
17. Bellignies
18. Bérelles
19. Berlaimont
20. Bermeries
21. Bersillies
22. Bettignies
23. Bettrechies
24. Beugnies
25. Boulogne-sur-Helpe
26. Bousies
27. Bousignies-sur-Roc
28. Boussières-sur-Sambre
29. Boussois
30. Bry
31. Cartignies
32. Cerfontaine
33. Choisies
34. Clairfayts
35. Colleret
36. Cousolre
37. Croix-Caluyau
38. Damousies
39. Dimechaux
40. Dimont
41. Dompierre-sur-Helpe
42. Dourlers
43. Eccles
44. Éclaibes
45. Écuélin
46. Élesmes
47. Englefontaine
48. Eppe-Sauvage
49. Eth
50. Étrœungt
51. Le Favril
52. Feignies
53. Felleries
54. Féron
55. Ferrière-la-Grande
56. Ferrière-la-Petite
57. La Flamengrie
58. Flaumont-Waudrechies
59. Floursies
60. Floyon
61. Fontaine-au-Bois
62. Forest-en-Cambrésis
63. Fourmies
64. Frasnoy
65. Ghissignies
66. Glageon
67. Gognies-Chaussée
68. Gommegnies
69. Grand-Fayt
70. Gussignies
71. Hargnies
72. Haut-Lieu
73. Hautmont
74. Hecq
75. Hestrud
76. Hon-Hergies
77. Houdain-lez-Bavay
78. Jenlain
79. Jeumont
80. Jolimetz
81. Landrecies
82. Larouillies
83. Leval
84. Lez-Fontaine
85. Liessies
86. Limont-Fontaine
87. Locquignol
88. La Longueville
89. Louvignies-Quesnoy
90. Louvroil
91. Mairieux
92. Marbaix
93. Maresches
94. Maroilles
95. Marpent
96. Maubeuge
97. Mecquignies
98. Monceau-Saint-Waast
99. Moustier-en-Fagne
100. Neuf-Mesnil
101. Neuville-en-Avesnois
102. Noyelles-sur-Sambre
103. Obies
104. Obrechies
105. Ohain
106. Orsinval
107. Petit-Fayt
108. Poix-du-Nord
109. Pont-sur-Sambre
110. Potelle
111. Preux-au-Bois
112. Preux-au-Sart
113. Prisches
114. Le Quesnoy
115. Quiévelon
116. Rainsars
117. Ramousies
118. Raucourt-au-Bois
119. Recquignies
120. Robersart
121. Rousies
122. Ruesnes
123. Sains-du-Nord
124. Saint-Aubin
125. Saint-Hilaire-sur-Helpe
126. Saint-Remy-Chaussée
127. Saint-Remy-du-Nord
128. Saint-Waast
129. Salesches
130. Sars-Poteries
131. Sassegnies
132. Sémeries
133. Semousies
134. Sepmeries
135. Solre-le-Château
136. Solrinnes
137. Taisnières-en-Thiérache
138. Taisnières-sur-Hon
139. Trélon
140. Vendegies-au-Bois
141. Vieux-Mesnil
142. Vieux-Reng
143. Villereau
144. Villers-Pol
145. Villers-Sire-Nicole
146. Wallers-en-Fagne
147. Wargnies-le-Grand
148. Wargnies-le-Petit
149. Wattignies-la-Victoire
150. Wignehies
151. Willies

## Sous-préfecture
Liste des sous-préfets d'Avesnes :
- 1er sous-préfet : M. Théodore Marie Joseph Prissette (1765 Avesnes-1829), ex administrateur du département du Nord, sous-préfet à la création de l'arrondissement en prairial de l'an VIII, (1800), sous-préfet en 1806[9], en 1808[10], destitué au retour de Napoléon Ier , rétabli en 1815, chevalier de la Légion d'honneur en 1814[11].
- ..e sous-préfet : M. Gase (???? - 1854)
- ..e sous-préfet : Ernest Guillemin (1870)
- ..e sous-préfet : M. Pasques (???? - 1883)
- ..e sous-préfet : M. Mosset (???? - mars 1889)
- ..e sous-préfet : Ferdinand Isaac (avril 1889 - 1891)
- ..e sous-préfet : Adrien Letailleur (18 juin 1891 - 16 novembre 1895)
- ..e sous-préfet : A. Milleteau (16 novembre 1895 - 19 juillet 1898)
- ..e sous-préfet : Pierre Marie Blanc (19 juillet 1898-1903)
- ..e sous-préfet : M. Charles (1903-1906)
- ..e sous-préfet : M. Morice (1906-1907)
- ..e sous-préfet : Jean-Marie Ducaud (26 février 1907-25 novembre 1911)
- ..e sous-préfet : Maurice Anjubault (1911-1914)
- ..e sous-préfet : Pierre Alfred Aantoine (15 novembre 1918-…)
- ..e sous-préfet : Fernand Leroy (22 octobre 1920-13 février 1925)
- ..e sous-préfet : J. Godefroy (1925-1927)
- ..e sous-préfet : Henri Ferdinand Chéberry (13 décembre 1927-29 mars 1934)
- ..e sous-préfet : J. E. Jossier (1934-1939)
- ..e sous-préfet : Joseph Bernard (1947-1949)
- ..e sous-préfet : Joseph Biehn (1949-1…)
- ..e sous-préfet : Paul Adam (1957-1960)
- ..e sous-préfet : Léon Barbier (1960-1967)
- 44e sous-préfet : Yves Régenry (1967-1974)
- 45e sous-préfet : Jacques Millorit (1974 - août 1978)
- 46e sous-préfet : Claude Érignac (août 1978 - août 1981)
- 47e sous-préfet : Jean Sarton du Jonchay (1981-…)
- 48e sous-préfet : Xavier Bertrand (1983- …)
- 49e sous-préfet : Emmanuel Karlin (1989- …)
- 50e sous-préfet : Jean-Claude Giraud (1993- septembre 1996)
- 51e sous-préfet : Philippe Faure (octobre 1996 - octobre 1998) - Décret du 27 septembre 1996
- 52e sous-préfet : Paul Maurau (novembre 1998 - mai 2001) -  Décret du 10 novembre 1998
- 53e sous-préfet : Michel Jeanjean (juin 2001 - octobre 2005) - Décret du 29 mai 2001
- 54e sous-préfet : François Lobit (novembre 2005 - décembre 2008) - Décret du 17 octobre 2005
- 55e sous-préfet : Olivier André (janvier 2009 - janvier 2013) - Décret du 3 décembre 2008
- 56e sous-préfet : Philippe Curé (février 2013 - décembre 2014) - Décret du 1er février 2013
- 57e sous-préfet : Virginie Klès (janvier 2015 - août 2017) - Décret du 2 janvier 2015[12]
- 58e sous-préfet : Alexander Grimaud (août 2017 - septembre 2020) - Décret du 2 août 2017
- 59e sous-préfet : Corinne Simon (octobre 2020 - juillet 2023) - Décret du 13 octobre 2020
- 60e sous-préfet : Hélène Demolombe-Tobie (depuis août 2023) - Décret du 2 août 2023

## Démographie
En 2022, l'arrondissement comptait 224 325 habitants.
| 1962    | 1968    | 1975    | 1982    | 1990    | 1999    | 2006    | 2011    | 2016    |
| ------- | ------- | ------- | ------- | ------- | ------- | ------- | ------- | ------- |
| 239 613 | 246 662 | 251 746 | 250 632 | 245 460 | 238 466 | 234 656 | 232 680 | 230 372 |

| 2021    | 2022    | - | - | - | - | - | - | - |
| ------- | ------- | - | - | - | - | - | - | - |
| 225 391 | 224 325 | - | - | - | - | - | - | - |

### Pyramide des âges
Comparaison des pyramides des âges de l'arrondissement et du département du Nord en 2006 :
| Hommes | Classe d’âge   | Femmes |
| ------ | -------------- | ------ |
| 0,2    | 90 ans et plus | 0,8    |
| 5,1    | 75 à 89 ans    | 8,7    |
| 11,5   | 60 à 74 ans    | 12,9   |
| 21,3   | 45 à 59 ans    | 20,5   |
| 20,1   | 30 à 44 ans    | 19,2   |
| 20,3   | 15 à 29 ans    | 18,8   |
| 21,6   | 0 à 14 ans     | 19,1   |

| Hommes | Classe d’âge   | Femmes |
| ------ | -------------- | ------ |
| 0,2    | 90 ans et plus | 0,8    |
| 4,3    | 75 à 89 ans    | 7,9    |
| 10,3   | 60 à 74 ans    | 11,9   |
| 19,7   | 45 à 59 ans    | 19,4   |
| 21,1   | 30 à 44 ans    | 20,1   |
| 22,6   | 15 à 29 ans    | 21     |
| 21,6   | 0 à 14 ans     | 19     |